# Haundorf (Herzogenaurach)
Haundorf ist ein Gemeindeteil der Stadt Herzogenaurach im Landkreis Erlangen-Höchstadt (Mittelfranken, Bayern). Die Gemarkung Haundorf hat eine Fläche von 6,977 km². Sie ist in 1320 Flurstücke aufgeteilt, die eine durchschnittliche Flurstücksfläche von 5285,97 m² haben. In ihr liegen neben dem namensgebenden Ort die Gemeindeteile Beutelsdorf und Herzo Base (zum Teil).

## Geographie
Das Kirchdorf liegt 3,5 km nordöstlich der Kernstadt Herzogenaurachs, unmittelbar an der östlich vorbeiführenden Autobahn A 3. Er wird von West nach Ost vom Bimbach durchflossen, der am westlichen Ortsrand von Norden her auch den Bimbachgraben als Vorfluter aufnimmt. Dieser speist die zahlreichen Haundorfer Teiche und einige weitere Fischweiher in Ortsnähe. Im Südwesten grenzt das ehemalige Kasernengelände der US Army an, das heute von Adidas genutzt wird. Ansonsten ist der Ort unmittelbar von Acker- und Grünland umgeben. Im Norden wird die Flur Kupferberg genannt, im Südosten Im Kleinen Reisig. 0,5 km westlich liegt das Waldgebiet Im Schwarz.

## Geschichte
Die Flurverfassung und die Anlage als Straßendorf weisen auf eine späte Gründung wohl im 11./12. Jahrhundert hin. Lehnsherr war das Hochstift Bamberg. 1414 wurde der Ort als „Hawndorff“ erstmals urkundlich erwähnt. In dieser Urkunde wurde bezeugt, dass der Nürnberger Patrizier von Ebner drei Güter zu Lehen erhielt. Im 14./15. Jahrhundert war der gesamte Ort als Lehen an Nürnberger Patrizier vergeben. 1441 gehörten elf Anwesen den von Schürstab. In späterer Zeit fielen die Lehen wieder an das Hochstift heim.
Gegen Ende des 18. Jahrhunderts gab es in Haundorf 21 Anwesen. Das Hochgericht übte das bambergische Centamt Herzogenaurach aus. Die Dorf- und Gemeindeherrschaft hatte das Kastenamt Herzogenaurach. Grundherren waren das Kastenamt Herzogenaurach (8 Höfe, 2 Halbhöfe), Nürnberger Eigenherren (von Ebner: 1 Halbhof, 1 Gütlein, von Kreß: 1 Gut), das Rittergut Heroldsberg (2 Halbhöfe) und das Rittergut Wilhermsdorf (2 Güter).
1810 kam Haundorf an das Königreich Bayern. Im Rahmen des Gemeindeedikts wurde der Ort dem 1811 gebildeten Steuerdistrikt Herzogenaurach zugeordnet. Mit dem Zweiten Gemeindeedikt (1818) entstand die Ruralgemeinde Haundorf, zu der Beutelsdorf gehörte. Sie war in Verwaltung und Gerichtsbarkeit dem Landgericht Herzogenaurach zugeordnet und in der Finanzverwaltung dem Rentamt Erlangen. In der freiwilligen Gerichtsbarkeit unterstanden drei Anwesen dem Patrimonialgericht Heroldsberg (bis 1848) und zwei Anwesen dem PG Wilhermsdorf (bis 1839). Am 1. Oktober 1847 wurde die Finanzverwaltung vom Rentamt Herzogenaurach übernommen. Ab 1862 gehörte Haundorf zum Bezirksamt Höchstadt an der Aisch (1939 in Landkreis Höchstadt an der Aisch umbenannt) und weiterhin zum Rentamt Herzogenaurach (1919 in das Finanzamt Herzogenaurach umgewandelt, seit 1929: Finanzamt Erlangen). Die Gerichtsbarkeit blieb beim Landgericht Herzogenaurach (1879 in das Amtsgericht Herzogenaurach umgewandelt), seit 1959 ist das Amtsgericht Erlangen zuständig. Die Gemeinde hatte eine Gebietsfläche von 6,682 km².
Der Ort war überwiegend durch Forst-, Land- und Fischwirtschaft geprägt und blieb in der Größe bis in die 1940er Jahre. Im Zweiten Weltkrieg gab es im Dorf keine nennenswerten Schäden, wenn man von etlichen Flugzeugabstürzen abgeschossener alliierter Bomber auf die umliegenden Agrarflächen absieht. Zum Kriegsende und in der Nachkriegszeit litt man allerdings unter den häufigen Einquartierungen und die Bevölkerungszahl stieg sprunghaft an. In den 1960er Jahren setzte ein Bauboom ein; landwirtschaftliche Flächen wurden aufgelassen und die Siedlungsfläche von ehemals 2,5 Hektar verzwölffachte sich in den folgenden Jahrzehnten auf heute über 30 ha.
Am 1. Januar 1974 wurde Haundorf mit Beutelsdorf im Zuge der Gebietsreform in die Stadt Herzogenaurach eingegliedert.

### Baudenkmäler
Im Altort sind drei Gebäude aus dem 18. und frühen 19. Jahrhundert erhalten geblieben und stehen unter Denkmalschutz. Außerdem findet sich Am Häuslinger Weg an der alten Straße nach Steudach ein steinernes Sühnekreuz aus dem 17. Jahrhundert und in der Kapellenstraße ein Bildstock der von 1732 datiert.
- Wegkapelle, Mitte 18. Jahrhundert
- katholische Kuratiekirche St. Marien, vom Erlanger Architekten August Maier geplant und 1936 geweiht

Denkmalgeschützte Objekte
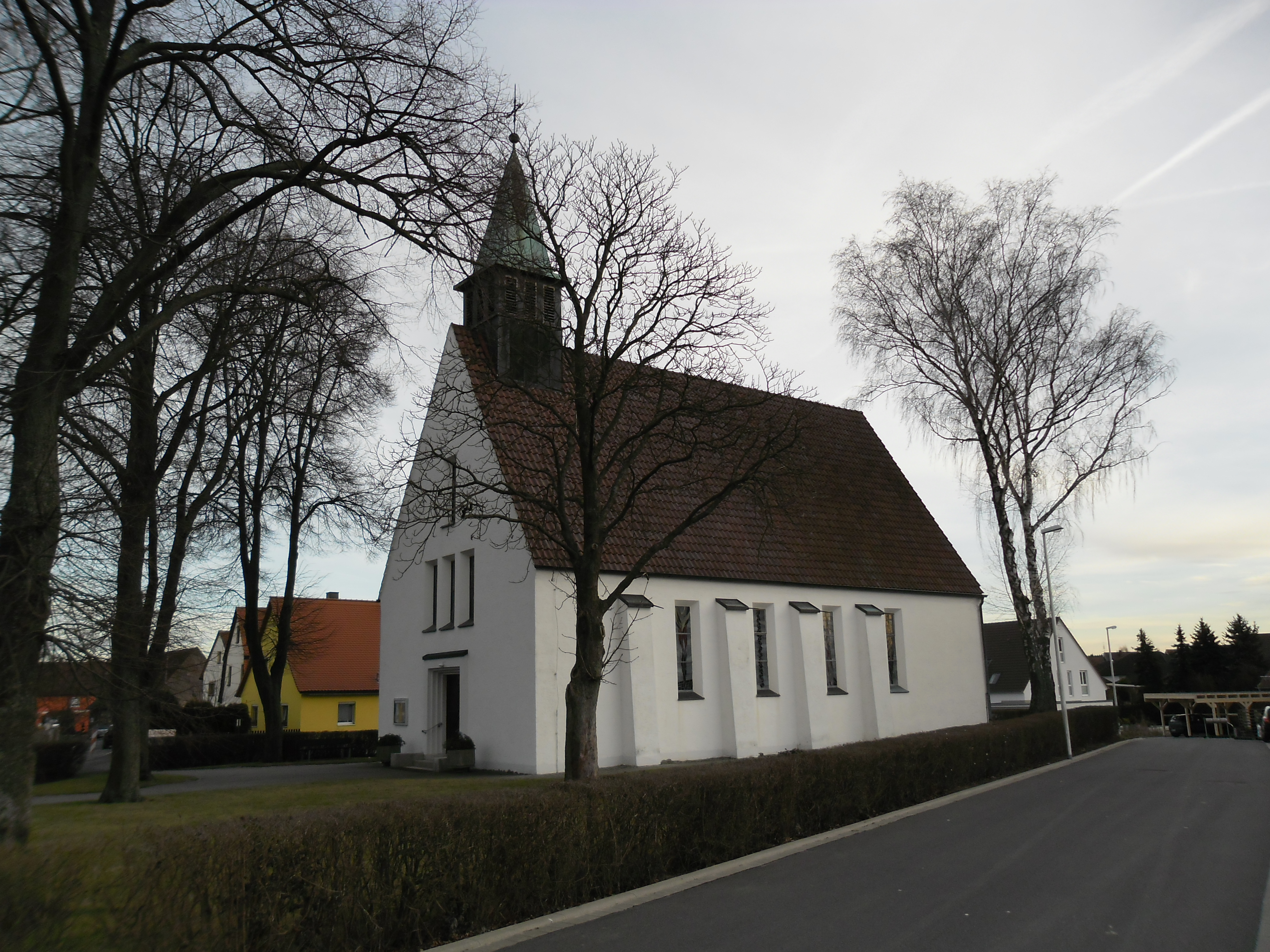
Die katholische Kuratiekirche St. Marien und Maria Magdalena
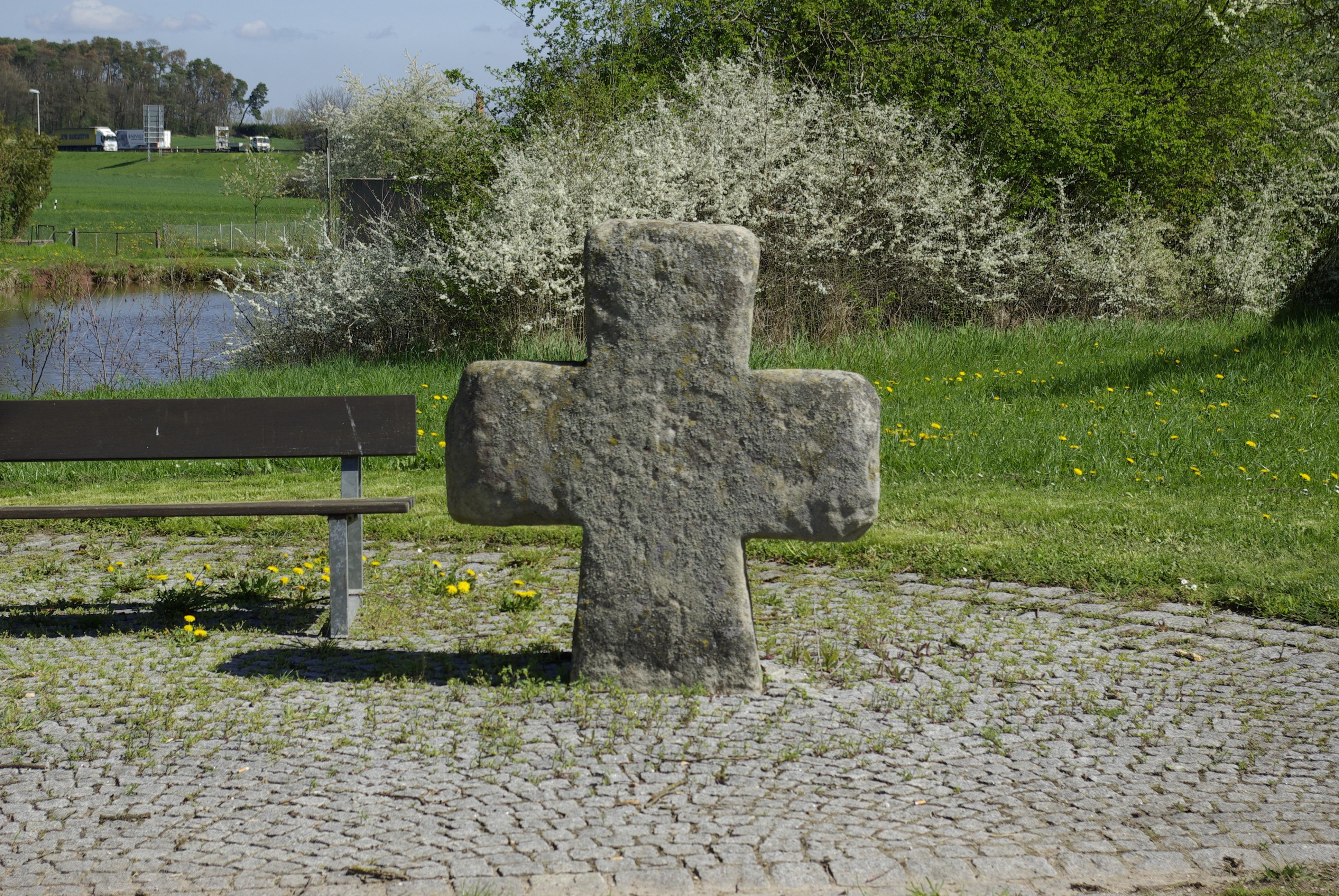
Das steinerne Sühnekreuz Am Häuslinger Weg an der alten Straße nach Steinach

### Einwohnerentwicklung
Gemeinde Haundorf
| Jahr      | 1818   | 1840   | 1852   | 1855   | 1861   | 1867   | 1871   | 1875   | 1880   | 1885   | 1890   | 1895   | 1900   | 1905   | 1910   | 1919   | 1925   | 1933   | 1939   | 1946   | 1950   | 1952   | 1961   | 1970   |
| Einwohner | 225    | 265    | 296    | 293    | 290    | 272    | 278    | 279    | 291    | 297    | 277    | 293    | 288    | 285    | 299    | 299    | 304    | 316    | 330    | 497    | 498    | 491    | 396    | 427    |
| Häuser    | 33     |        |        |        |        |        | 49     |        |        | 54     | 54     |        | 54     |        |        |        | 51     |        |        |        | 56     |        | 64     |        |
| Quelle    | [ 14 ] | [ 15 ] | [ 15 ] | [ 15 ] | [ 16 ] | [ 17 ] | [ 18 ] | [ 19 ] | [ 20 ] | [ 21 ] | [ 22 ] | [ 15 ] | [ 23 ] | [ 15 ] | [ 24 ] | [ 15 ] | [ 25 ] | [ 15 ] | [ 15 ] | [ 15 ] | [ 26 ] | [ 15 ] | [ 10 ] | [ 27 ] |

Ort Haundorf
| Jahr      | 001818 | 001829 | 001861 | 001871 | 001885 | 001900 | 001925 | 001950 | 001961 | 001970 | 001987 | 002016 | 002019 | 002023 |
| Einwohner | 159    | 187    | 201    | 184    | 193    | 194    | 194    | 329    | 258    | 259    | 487    | 701    | 752    | 763    |
| Häuser    | 23     | 24     |        |        | 34     | 34     | 31     | 35     | 41     |        | 115    |        |        |        |
| Quelle    | [ 14 ] | [ 28 ] | [ 16 ] | [ 18 ] | [ 21 ] | [ 23 ] | [ 25 ] | [ 26 ] | [ 10 ] | [ 27 ] | [ 29 ] | [ 30 ] | [ 1 ]  | [ 1 ]  |

## Religion
Der Ort ist römisch-katholisch geprägt und nach St. Magdalena (Herzogenaurach) gepfarrt. Die Einwohner evangelisch-lutherischer Konfession sind in die Evangelische Stadtkirche (Herzogenaurach) gepfarrt.

## Verkehr
3 km südlich befindet sich die Anschlussstelle 82 Erlangen-Herzogenaurach zur A3. Der ÖPNV bedient Haundorf mit einer Linie. 3 km westlich liegt der Flugplatz Herzogenaurach und 4 km östlich besteht im Hafen Erlangen am Main-Donau-Kanal ein Anschluss an das europäische Wasserstraßensystem.
Die Kreisstraße ERH 3/ER 1 verläuft die Staatsstraße 2244 kreuzend nach Herzogenaurach (3,5 km südwestlich) bzw. nach Häusling (1 km östlich). Die Kreisstraße ERH 25 verläuft nach Beutelsdorf (1,7 km westlich) bzw. die St 2244 kreuzend nach Niederndorf (3 km südlich).